# Tour de Normandie 2006
Il Tour de Normandie 2006, ventiseiesima edizione della corsa, valido come prova del circuito UCI Europe Tour 2006 categoria 2.2, si svolse in 8 tappe, precedute da un prologo, dal 20 al 26 marzo 2006 su un percorso totale di 1 018,8 km, con partenza da Colombelles e arrivo a Caen. Fu vinto dall'olandese Kai Reus del Rabobank Continental Team, che terminò la corsa in 25 ore 29 minuti 36 secondi alla media di 39,96 km/h.
Al traguardo di Caen 72 ciclisti portarono a termine la gara.

## Tappe
| Tappa  | Data      | Percorso                                       | km     | Vincitore di tappa   | Leader cl. generale  |
| ------ | --------- | ---------------------------------------------- | ------ | -------------------- | -------------------- |
| prol.  | 20 marzo  | Colombelles (Cron. individuale)                | 5,8    | Kai Reus             | Kai Reus             |
| 1ª     | 21 marzo  | Mondeville > Forges-les-Eaux                   | 211    | Charles Bradley Huff | Charles Bradley Huff |
| 2ª     | 22 marzo  | Forges-les-Eaux > Aubevoye                     | 81     | Jürgen Roelandts     | Charles Bradley Huff |
| 3ª     | 22 marzo  | Aubevoye > Elbeuf                              | 74     | Martijn Maaskant     | Charles Bradley Huff |
| 4ª     | 23 marzo  | Elbeuf > Flers                                 | 201    | Jos van Emden        | Jos van Emden        |
| 5ª     | 24 marzo  | Flers > Domfront                               | 74     | Kai Reus             | Kai Reus             |
| 6ª     | 24 marzo  | Domfront > Saint-Hilaire-du-Harcouët           | 84     | Niki Terpstra        | Kai Reus             |
| 7ª     | 25 aprile | Saint-Hilaire-du-Harcouët > Bagnoles-de-l'Orne | 174    | Maxime Méderel       | Kai Reus             |
| 8ª     | 26 marzo  | Bagnoles-de-l'Orne > Caen                      | 142    | Stéphane Pétilleau   | Kai Reus             |
| Totale | Totale    | Totale                                         | 1018,8 |                      |                      |

## Squadre partecipanti
| N.    | Cod. | Squadra                    |
| ----- | ---- | -------------------------- |
| 1-6   | RB3  | Rabobank Continental Team  |
| 11-16 | AUB  | Auber 93                   |
| 21-26 | BJF  | Bretagne-Jean Floc'h       |
| 31-36 | KNF  | Knauf Team                 |
| 41-46 | KCT  | Kalev Chocolate Team       |
| 51-56 | GLU  | Glud & Marstrand Horsens   |
| 61-66 | RBR  | Rietumu Bank-Riga          |
| 71-76 | VAN  | Cycle Racing Team Vang     |
| 81-86 | UBB  | Ubbink-Syntec Cycling Team |
| 91-96 | ODM  | Omnibike Dynamo Moscow     |

| N.      | Cod. | Squadra                       |
| ------- | ---- | ----------------------------- |
| 101-106 | TPH  | Team GLS                      |
| 111-116 | TIA  | Team TIAA-CREF                |
| 121-126 | DUJ  | Duja-Tavira                   |
| 131-136 | ADP  | ASC Dukla Praha               |
| 141-146 | ATO  | Atom                          |
| 151-156 | BLV  | Bodysol-Win For Life-Jong Vl. |
| 161-166 | ORB  | Orbea                         |
| 171-176 | GER  | Germania                      |
| 181-186 |      | CC Nogent sur Oise            |
| 191-196 |      | Team Normandie                |

## Dettagli delle tappe

### Prologo
- 20 marzo: Colombelles – Cronometro individuale – 5,8 km

Risultati
| Pos. | Corridore             | Squadra     | Tempo |
| ---- | --------------------- | ----------- | ----- |
| 1    | Kai Reus              | Rabobank C. | 7'16" |
| 2    | Rick Flens            | Rabobank C. | a 3"  |
| 3    | Émilien-Benoît Bergès | Auber 93    | a 5"  |

| Pos. | Corridore             | Squadra     | Tempo |
| ---- | --------------------- | ----------- | ----- |
| 1    | Kai Reus              | Rabobank C. | 7'16" |
| 2    | Rick Flens            | Rabobank C. | a 3"  |
| 3    | Émilien-Benoît Bergès | Auber 93    | a 5"  |

### 1ª tappa
- 21 marzo: Mondeville > Forges-les-Eaux – 211 km

Risultati
| Pos. | Corridore            | Squadra   | Tempo    |
| ---- | -------------------- | --------- | -------- |
| 1    | Charles Bradley Huff | TIAA-CREF | 5h55'38" |
| 2    | Vidal Celis          | Orbea     | s.t.     |
| 3    | Saïd Haddou          | Auber 93  | s.t.     |

| Pos. | Corridore            | Squadra     | Tempo    |
| ---- | -------------------- | ----------- | -------- |
| 1    | Charles Bradley Huff | TIAA-CREF   | 6h03'02" |
| 2    | Kai Reus             | Rabobank C. | a 2"     |
| 3    | Rick Flens           | Rabobank C. | a 5"     |

### 2ª tappa
- 22 marzo: Forges-les-Eaux > Aubevoye – 81 km

Risultati
| Pos. | Corridore            | Squadra   | Tempo    |
| ---- | -------------------- | --------- | -------- |
| 1    | Jürgen Roelandts     | Bodysol   | 1h42'25" |
| 2    | Charles Bradley Huff | TIAA-CREF | s.t.     |
| 3    | Jean-Luc Delpech     | Bretagne  | s.t.     |

| Pos. | Corridore            | Squadra     | Tempo    |
| ---- | -------------------- | ----------- | -------- |
| 1    | Charles Bradley Huff | TIAA-CREF   | 7h45'11" |
| 2    | Kai Reus             | Rabobank C. | a 8"     |
| 3    | Rick Flens           | Rabobank C. | a 11"    |

### 3ª tappa
- 22 marzo: Aubevoye > Elbeuf – 74 km

Risultati
| Pos. | Corridore        | Squadra     | Tempo    |
| ---- | ---------------- | ----------- | -------- |
| 1    | Martijn Maaskant | Rabobank C. | 1h45'32" |
| 2    | Mikel Gaztañaga  | Atom        | s.t.     |
| 3    | Jean-Luc Delpech | Bretagne    | s.t.     |

| Pos. | Corridore            | Squadra     | Tempo    |
| ---- | -------------------- | ----------- | -------- |
| 1    | Charles Bradley Huff | TIAA-CREF   | 9h30'43" |
| 2    | Kai Reus             | Rabobank C. | a 8"     |
| 3    | Rick Flens           | Rabobank C. | a 11"    |

### 4ª tappa
- 23 marzo: Elbeuf > Flers – 201 km

Risultati
| Pos. | Corridore           | Squadra     | Tempo    |
| ---- | ------------------- | ----------- | -------- |
| 1    | Jos van Emden       | Rabobank C. | 4h59'05" |
| 2    | Kristoffer Nielsen  | Team GLS    | a 2"     |
| 3    | Jacob Moe Rasmussen | Team GLS    | a 4"     |

| Pos. | Corridore           | Squadra     | Tempo     |
| ---- | ------------------- | ----------- | --------- |
| 1    | Jos van Emden       | Rabobank C. | 14h29'54" |
| 2    | Kai Reus            | Rabobank C. | s.t.      |
| 3    | Jacob Moe Rasmussen | Team GLS    | a 11"     |

### 5ª tappa
- 24 marzo: Flers > Domfront – 74 km

Risultati
| Pos. | Corridore           | Squadra     | Tempo    |
| ---- | ------------------- | ----------- | -------- |
| 1    | Kai Reus            | Rabobank C. | 1h49'58" |
| 2    | Aleksandr Chatuncev | Omnibike D. | a 3"     |
| 3    | Charles Guilbert    | Bretagne    | a 11"    |

| Pos. | Corridore           | Squadra     | Tempo     |
| ---- | ------------------- | ----------- | --------- |
| 1    | Kai Reus            | Rabobank C. | 16h19'52" |
| 2    | Aleksandr Chatuncev | Omnibike D. |           |
| 3    |                     |             |           |

### 6ª tappa
- 24 marzo: Domfront > Saint-Hilaire-du-Harcouët – 84 km

Risultati
| Pos. | Corridore     | Squadra       | Tempo    |
| ---- | ------------- | ------------- | -------- |
| 1    | Niki Terpstra | Ubbink-Syntec | 1h16'51" |
| 2    | Saïd Haddou   | Auber 93      | a 3"     |
| 3    | Jiří Hochmann | Dukla Praha   | s.t.     |

| Pos. | Corridore           | Squadra     | Tempo     |
| ---- | ------------------- | ----------- | --------- |
| 1    | Kai Reus            | Rabobank C. | 17h36'39" |
| 2    | Aleksandr Chatuncev | Omnibike D. | a 22"     |
| 3    | Jos van Emden       | Rabobank C. | a 23"     |

### 7ª tappa
- 25 marzo: Saint-Hilaire-du-Harcouët > Bagnoles-de-l'Orne – 174 km

Risultati
| Pos. | Corridore      | Squadra    | Tempo    |
| ---- | -------------- | ---------- | -------- |
| 1    | Maxime Méderel | Auber 93   | 4h18'05" |
| 2    | Lasse Bøchman  | Team GLS   | a 1'43"  |
| 3    | Marcin Sapa    | Knauf Team | a 3'12"  |

| Pos. | Corridore           | Squadra     | Tempo     |
| ---- | ------------------- | ----------- | --------- |
| 1    | Kai Reus            | Rabobank C. | 22h00'19" |
| 2    | Aleksandr Chatuncev | Omnibike D. | a 22"     |
| 3    | Jos van Emden       | Rabobank C. | a 23"     |

### 8ª tappa
- 26 marzo: Bagnoles-de-l'Orne > Caen – 142 km

Risultati
| Pos. | Corridore          | Squadra  | Tempo    |
| ---- | ------------------ | -------- | -------- |
| 1    | Stéphane Pétilleau | Bretagne | 3h27'39" |
| 2    | Mikel Gaztañaga    | Atom     | a 1'38"  |
| 3    | Jürgen Roelandts   | Bodysol  | s.t.     |

| Pos. | Corridore           | Squadra     | Tempo     |
| ---- | ------------------- | ----------- | --------- |
| 1    | Kai Reus            | Rabobank C. | 25h29'36" |
| 2    | Aleksandr Chatuncev | Omnibike D. | a 22"     |
| 3    | Jos van Emden       | Rabobank C. | a 23"     |

## Classifiche finali

### Classifica generale
| Pos. | Corridore           | Squadra     | Tempo     |
| ---- | ------------------- | ----------- | --------- |
| 1    | Kai Reus            | Rabobank C. | 25h29'36" |
| 2    | Aleksandr Chatuncev | Omnibike D. | a 22"     |
| 3    | Jos van Emden       | Rabobank C. | a 23"     |
| 4    | Jacob Moe Rasmussen | Team GLS    | a 27"     |
| 5    | Tom Stamsnijder     | Rabobank C. | a 32"     |
| 6    | Kristoffer Nielsen  | Team GLS    | a 37"     |
| 7    | Krassimir Vasilev   | Duja-Tavira | a 1'01"   |
| 8    | Julen Zubero        | Orbea       | a 1'09"   |
| 9    | Iván Melero         | Orbea       | a 2'05"   |
| 10   | Romain Feillu       | Nogent Oise | a 2'43"   |